# Кааньоль
Кааньо́ль (фр. Cahagnolles) — коммуна во Франции, находится в регионе Нижняя Нормандия. Департамент коммуны — Кальвадос. Входит в состав кантона Бальруа. Округ коммуны — Байё.
Код INSEE коммуны — 14121.

## Население
Население коммуны на 2010 год составляло 243 человека.
| 1962 | 1968 | 1975 | 1982 | 1990 | 1999 | 2010 |
| ---- | ---- | ---- | ---- | ---- | ---- | ---- |
| 252  | 216  | 160  | 148  | 172  | 177  | 243  |

## Экономика
В 2010 году среди 152 человек трудоспособного возраста (15—64 лет) 128 были экономически активными, 24 — неактивными (показатель активности — 84,2 %, в 1999 году было 72,3 %). Из 128 активных жителей работали 117 человек (66 мужчин и 51 женщина), безработных было 11 (5 мужчин и 6 женщин). Среди 24 неактивных 4 человека были учениками или студентами, 11 — пенсионерами, 9 были неактивными по другим причинам.